# Hypsibius novaezeelandiae
Hypsibius novaezeelandiae är en djurart som tillhör fylumet trögkrypare, och som beskrevs av Giovanni Pilato och Maria Grazia Binda 1997. Hypsibius novaezeelandiae ingår i släktet Hypsibius och familjen Hypsibiidae. Inga underarter finns listade i Catalogue of Life.